# Општина Сопиште
Општина Сопиште је једна од општина Скопског статистичког региона у Северној Македонији. Седиште општине је истоимено село Сопиште.

## Положај
Општина Сопиште налази се у средишњем делу Северне Македоније. Са других страна налазе се друге општине Северне Македоније:
- север — Општина Карпош
- северисток — Општина Кисела Вода
- исток — Општина Студеничани
- југ — Општина Македонски Брод
- запад — Општина Желино
- северозапад — Општина Сарај

## Природне одлике
Рељеф: Општина Сопиште подручно припада малој области Каршијак, која се готово поклапа са границама општине. На северу је она ограничена планином Водно, а на југу планином Караџица.
Клима У нижем делу општине је умереноконтинентална, док се у планинским деловима општине осећа њена оштрија варијанта.
Воде: Сви водени токови су мали и спуштају се из јужном, вишег, дела општине ка северу, ка Вардару.

## Становништво
Општина Сопиште имала је по последњем попису из 2002. г. 5.656 ст., од чега у седишту општине 1.459 ст. (26%). Општина је ретко насељена, посебно сеоско подручје у јужној половини, која је даља од престонице.
Национални састав по попису из 2002. године био је:
|           | Број  | Постотак |
| Укупно    | 5.656 | 100%     |
| Македонци | 3.404 | 60,2%    |
| Албанци   | 1.942 | 34,3%    |
| Турци     | 243   | 4,3%     |
| остали    | 67    | 1,2%     |

## Насељена места
У општини постоји 13 насељених места, сва са статусом села:
| - Сопиште - Барово - Говрљево - Горње Соње - Добри Дол | - Доње Соње - Држилово - Јаболци - Нова Брезница - Патишка Река | - Ракотинци - Света Петка - Чифлик |  |